# Nummis hembygdsmuseum
Nummis hembygdsmuseum (finska: Nummen kotiseutumuseo) är ett hembygdsmuseum som ligger i Nummis i Lojo stad i Finland. Museet är inrymt i före detta Ylhäis rusthålls gamla huvudbyggnad som uppfördes 1771. Senare har byggnaden varit klockarens tjänstebostad fram till år 1969. Den första kända ägaren till gården hette Johan Ilmonius.
Museet förvaltar lokal historia i Nummis och förestås av föreningen Nummi-Seura Ry. Museibyggnaden ägs av Lojo församling som hyrs av Nummi-Seura.

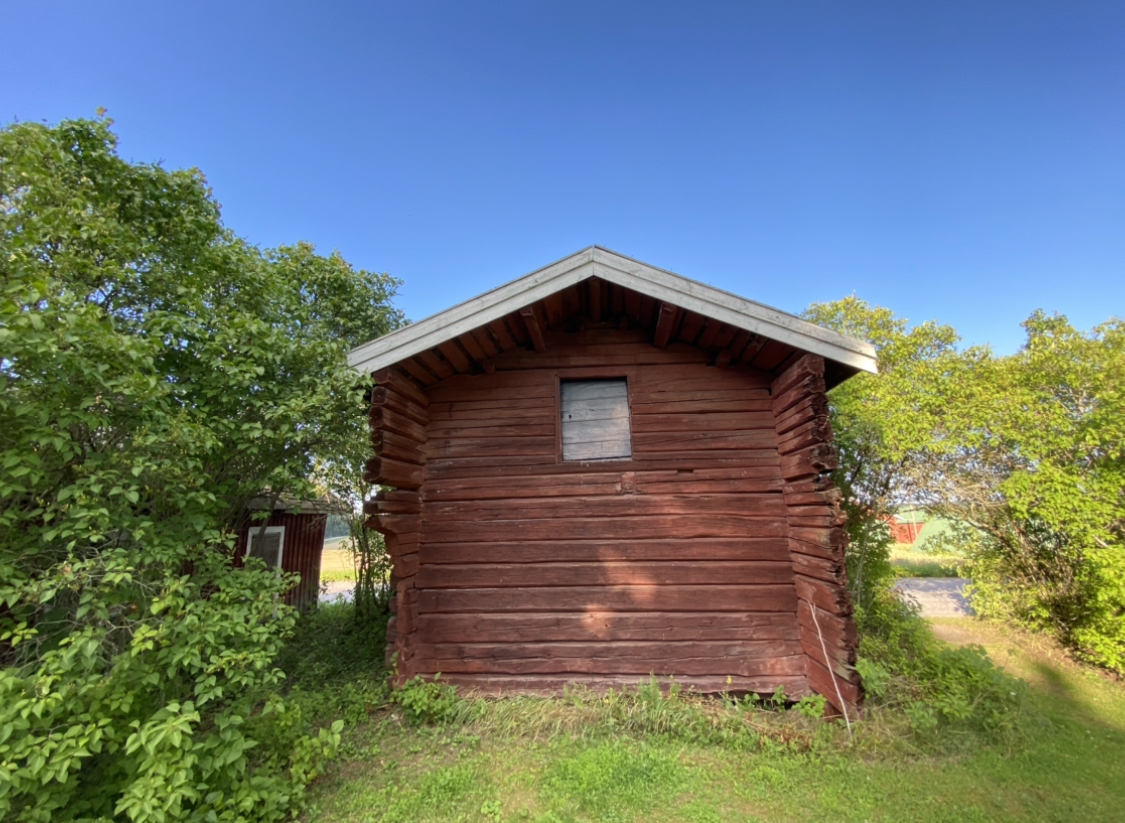
Gammal spannmålsmagasin vid Nummis hembygdsmuseum.

Förutom huvudbyggnaden har museet utställningar i två närliggande sockenmagasin. Museet är öppet på somrarna eller enligt överenskommelse. Sockenmagasinet ägs av Nummi-Seura.